# Tulsa Oilers (1992–)
För andra betydelser, se Tulsa Oilers.
Tulsa Oilers är ett amerikanskt professionellt ishockeylag som spelar i den nordamerikanska ishockeyligan ECHL sedan 2014, när ishockeyligan Central Hockey League (CHL) blev fusionerad med ECHL. Laget i sig har dock sitt ursprung från 1992 när de anslöt sig till just CHL.
De spelar sina hemmamatcher i inomhusarenan Bok Center, som har en publikkapacitet på 17 096 åskådare vid ishockeyarrangemang, i Tulsa i Oklahoma. Oilers är samarbetspartner med Anaheim Ducks i National Hockey League (NHL) och San Diego Gulls i American Hockey League (AHL). De har ännu inte vunnit någon av Riley/Kelly Cup, som är trofén till det lag som vinner ECHL:s slutspel men de vann en William "Bill" Levins Memorial Cup under sin debutsäsong i CHL, 1992–1993.
Spelare som har spelat för dem är bland andra Dan Bakala, Bates Battaglia, Conner Bleackley, Raitis Ivanāns, Matthew Konan, Scott Macaulay, Austin Poganski och Angela Ruggiero.